# جبال طوروس

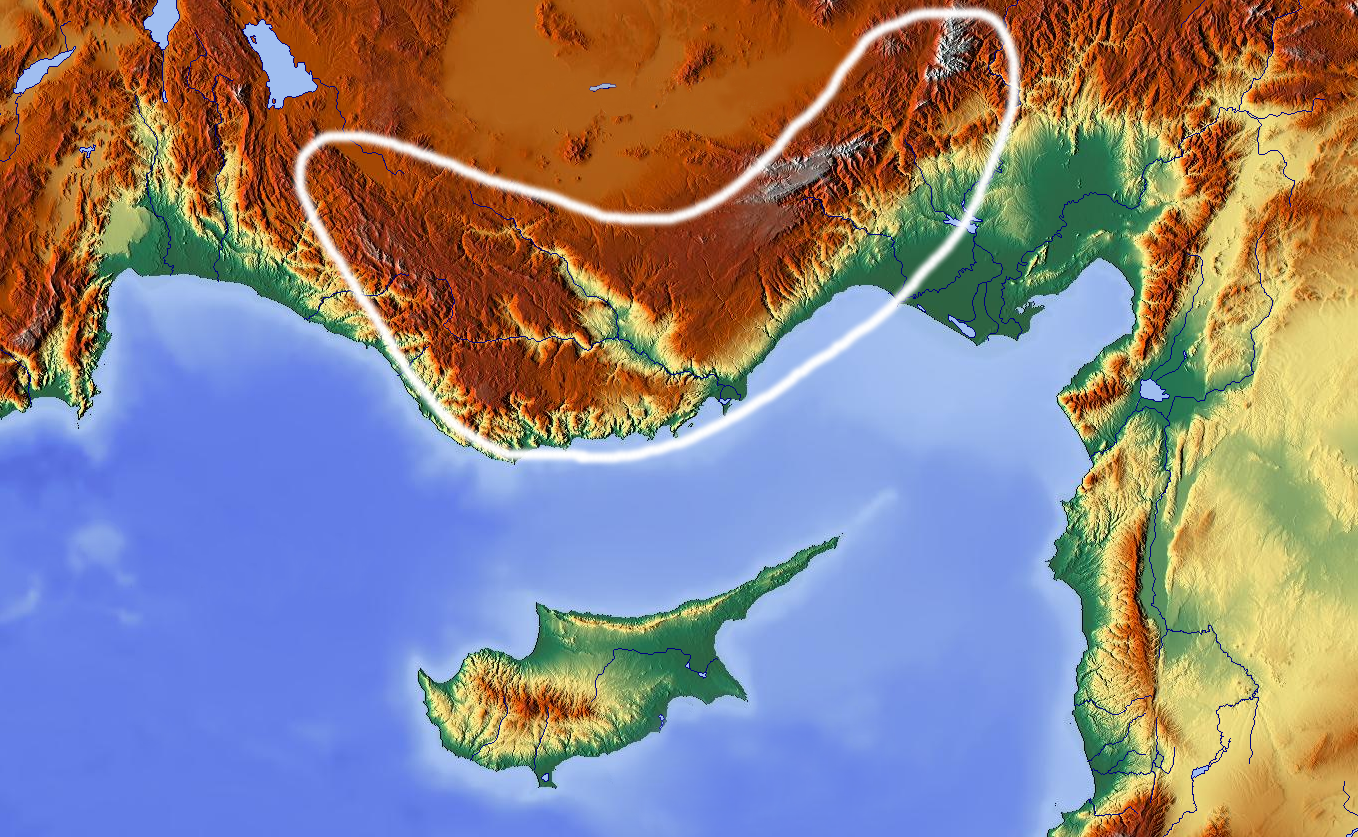
خريطة تضاريس جبال طوروس تبين موقعها في جنوب شرق الأناضول.

جبال طوروس هي سلسلة جبلية تقع جنوب شرق منطقة شرق الأناضول التركية، وينحدر منها نهر الفرات إلى سوريا. أعلى قممها هو جبل جيلو (4168 م)، تليها باتجاه الغرب جبال بتليس وملاطية وتخته لي.
والأهمية الكبيرة لجبال طوروس بالإضافة لجبال زغروس هي أن هم المكان الذي خرج منه الهندو أوروبيين (مثل اللاتينيين والروس والأكراد) تستمر جبال طوروس باتجاه الغرب مقتربة من البحر المتوسط، فترسم قوساً مقعرة باتجاه الشمال، تحتضن حوضي قونية وبحيرة اقيردير، لتنتهي في الغرب بمرتفعات إلمه لي (3086 م)، غرب خليج أنطاليا، وتشكل جبال طوروس الحد الفاصل بين بلاد الشام وبين الأناضول.
وتعتبر جبال طوروس الوطن الأم لشجر الأرز، التي بدأت بالاضمحلال بعد قطعها وإزالتها بطرق عشوائية في الأعوام الماضية لدرجة أن بعض الأراضي أصبحت غير ملائمة لزراعة أشجار الأرز. تم زراعة 300 مليون بذرة من بذور شجرة الأرز على ارتفاع 1,900 م فوق سطح البحر في مدة 8 أشهر. وقد بلغ وزن البذور المستعملة 270 طن.

## الصور

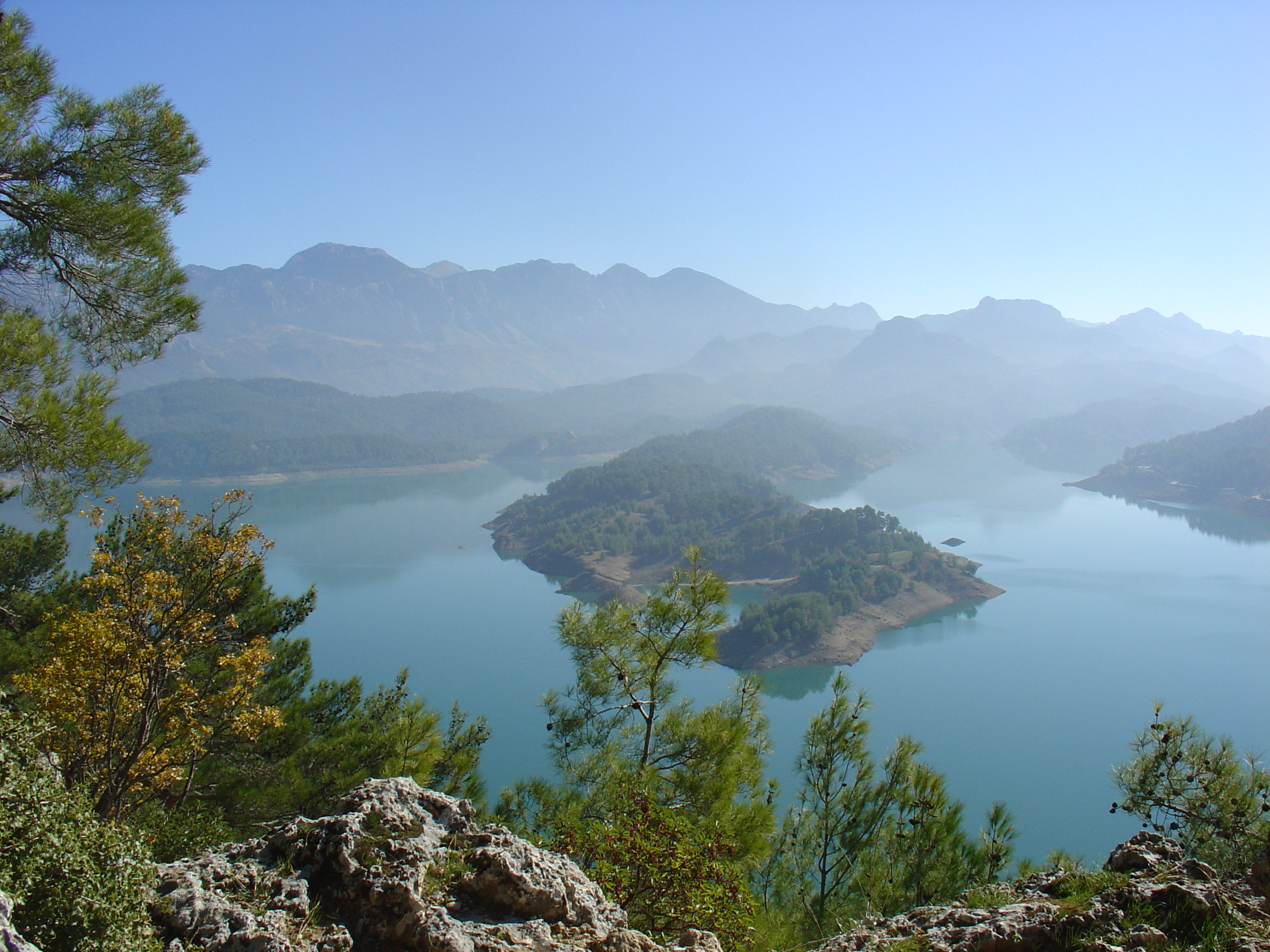
خزان مياه في جبال طوروس
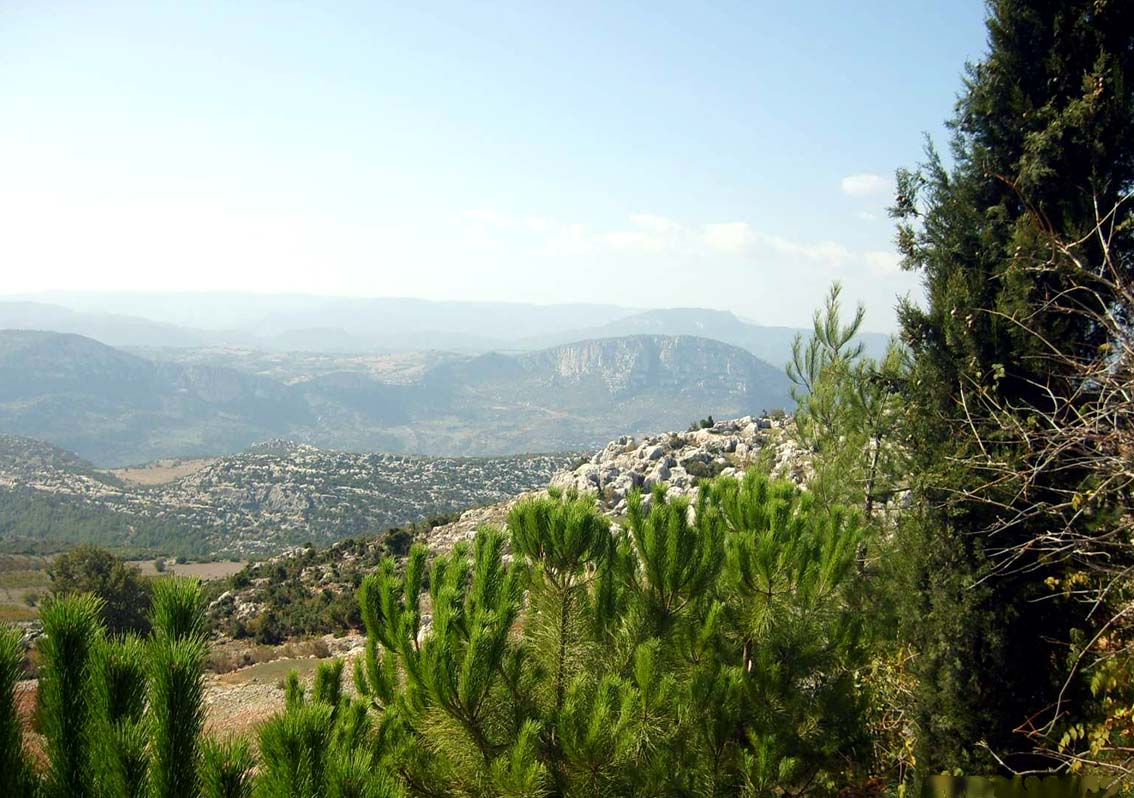
جبال طوروس قرب مرسين.
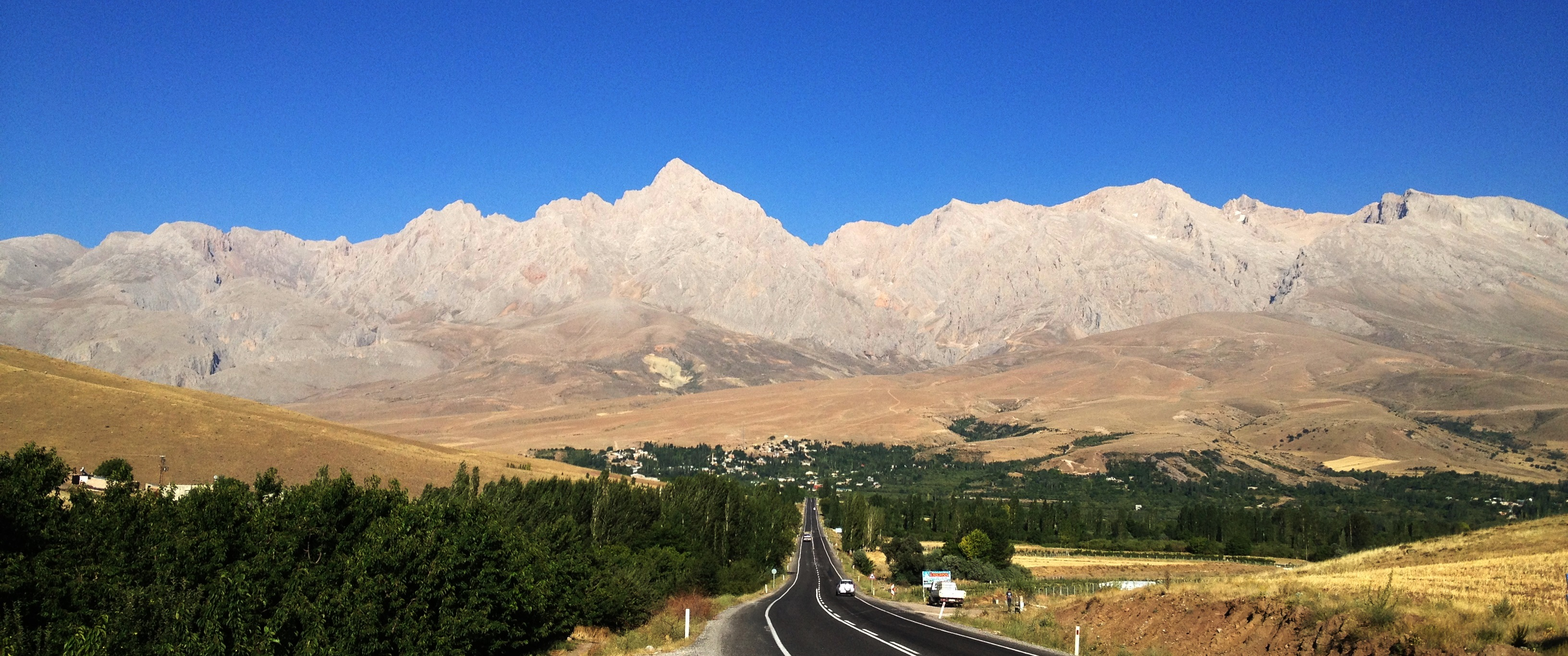
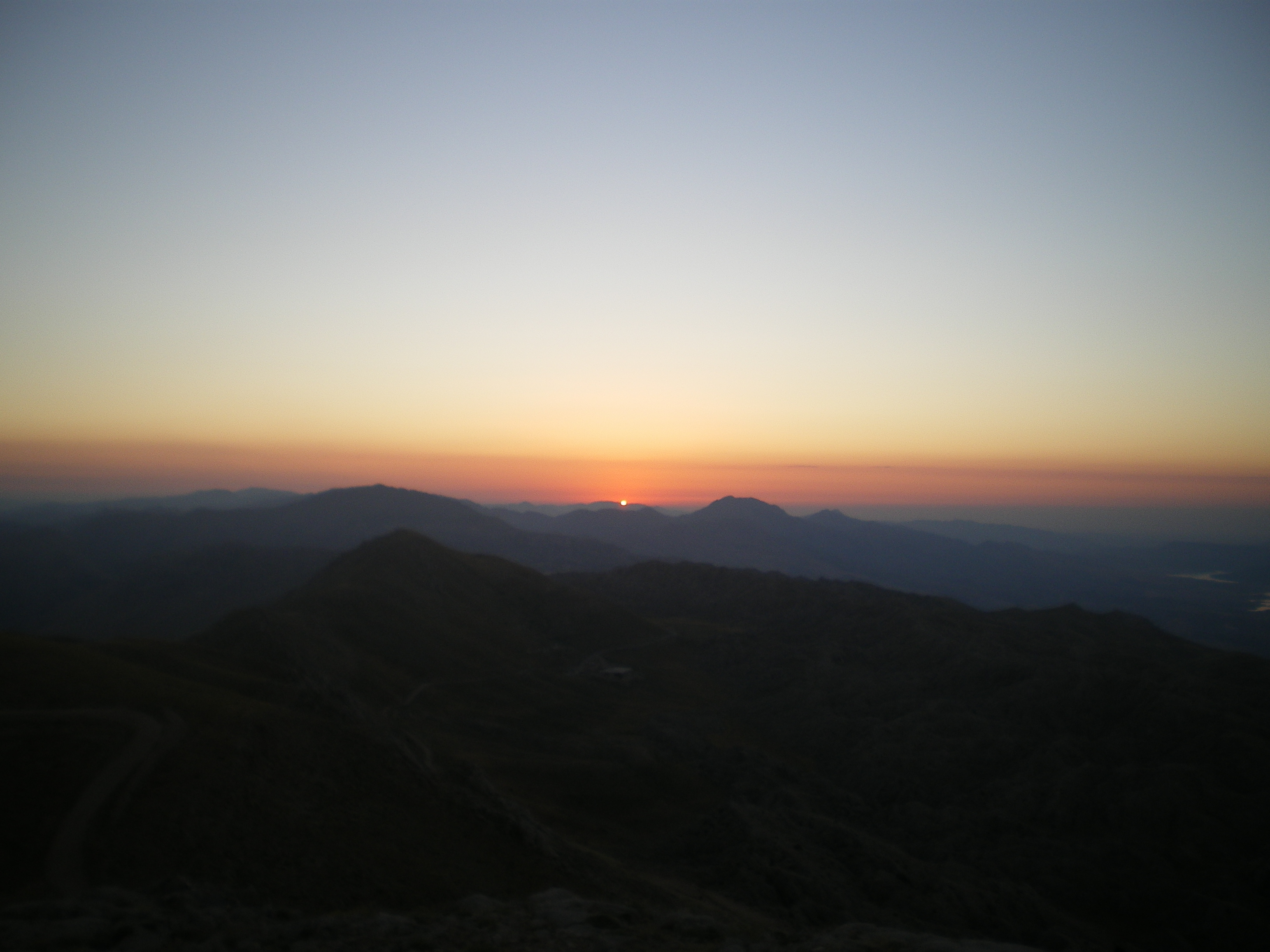
غروب الشمس في جبال طوروس